# Lancken-Granitz
Lancken-Granitz ist eine Gemeinde im Landkreis Vorpommern-Rügen auf der Insel Rügen in Mecklenburg-Vorpommern. Die Gemeinde wird vom Amt Mönchgut-Granitz mit Sitz in der Gemeinde Baabe verwaltet.

## Geografie
Lancken-Granitz befindet sich etwa 15 Kilometer östlich von Bergen auf Rügen und vier Kilometer westlich von Sellin, südlich der Granitz, auf deren höchsten Erhebung das Jagdschloss Granitz steht. Die Bundesstraße 196 verläuft durch die Gemeinde. Im Süden grenzt Lancken-Granitz an den Rügischen Bodden mit der Bucht Having und an den Neuensiener See. Das Gemeindegebiet liegt teilweise im Biosphärenreservat Südost-Rügen.
Umgeben wird Lancken-Granitz von den Nachbargemeinden Binz im Norden, Sellin im Osten, Mönchgut im Süden (Seegrenze), Putbus im Westen sowie Zirkow im Nordwesten.
Die Gemeinde hat folgende Ortsteile:
- Blieschow
- Burtevitz
- Dummertevitz
- Garftitz
- Gobbin
- Lancken-Granitz
- Neu Reddevitz
- Preetz

## Geschichte

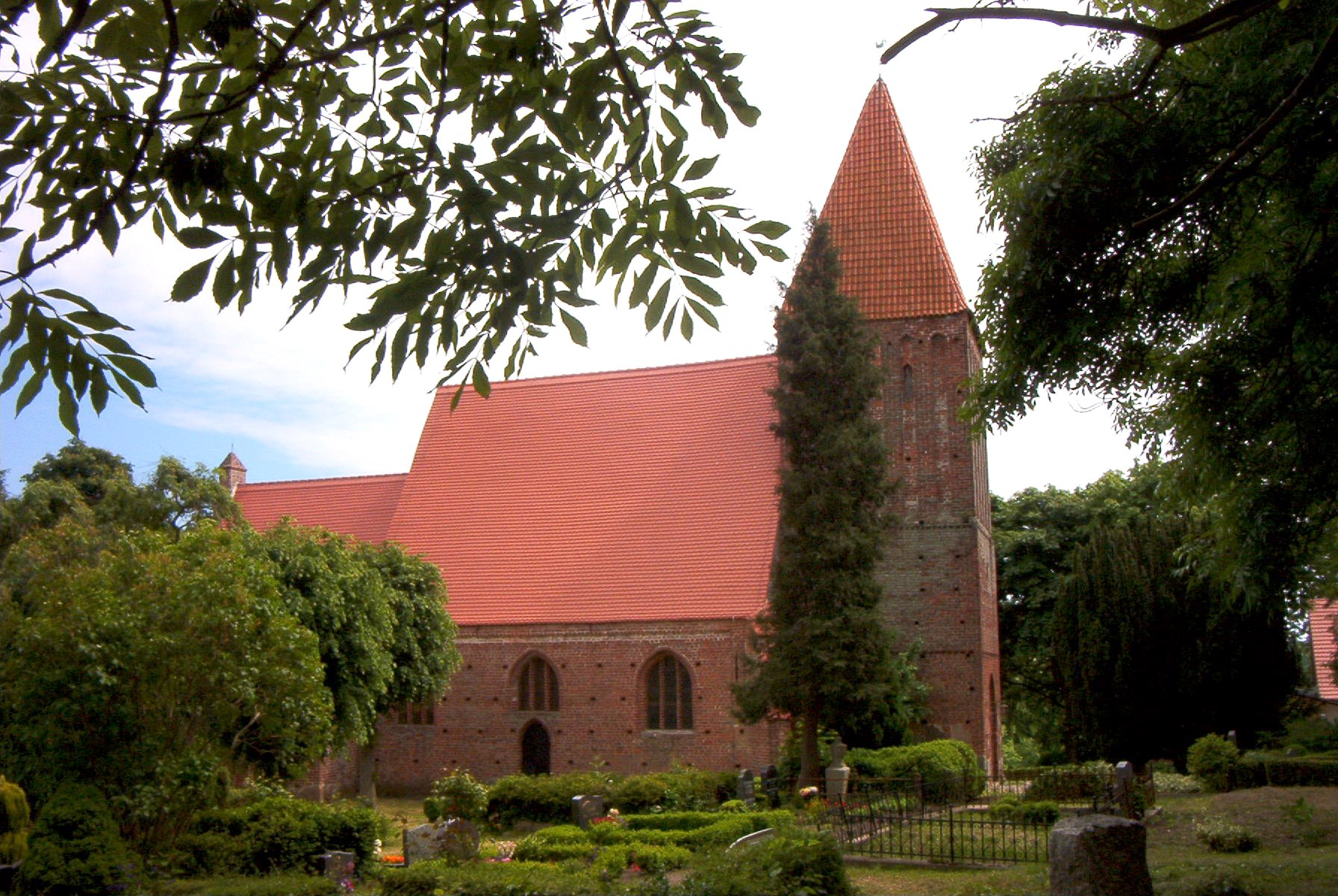
Kirche in Lancken-Granitz

Steinzeitliche Spuren hinterließen einst die ehemaligen Großsteingräber bei Gobbin.
Lancken-Granitz wurde um 1250 erstmals urkundlich erwähnt. Der Bau der Kirche erfolgte im 15. Jahrhundert.
Dass das Gebiet um Lancken-Granitz bereits im Neolithikum besiedelt war, beweisen die vier noch vorhandenen Großsteingräber bei Lancken-Granitz, die einen knappen Kilometer südwestlich der Ortschaft liegen. Ein 6,7 kg schwerer Silberschatz aus dem 11. Jahrhundert mit rund 6000 Münzen ist bei Lancken-Granitz geborgen worden. Die Münzen stammen aus Westdeutschland sowie der Oberlausitz. Etwa zehn Prozent stammen aus Böhmen, Dänemark, England und Ungarn. Es handelt sich um den größten slawenzeitlichen Münzschatz der Nachkriegszeit.
Der Ort war bis 1326 Teil des Fürstentums Rügen und danach des Herzogtums Pommern. Mit dem Westfälischen Frieden von 1648 wurde Rügen und somit auch das Gebiet von Lancken-Granitz ein Teil von Schwedisch-Pommern. Im Jahr 1815 kam Lancken-Granitz als Teil von Neuvorpommern zur preußischen Provinz Pommern.
Seit 1818 gehörte Lancken-Granitz (bis zum 11. Juli 1950 nur als Lancken bezeichnet) zum Kreis bzw. Landkreis Rügen. Nur in den Jahren von 1952 bis 1955 war es dem Kreis Putbus zugehörig. Die Gemeinde gehörte danach bis 1990 zum Kreis Rügen im Bezirk Rostock und wurde im selben Jahr ein Teil des Landes Mecklenburg-Vorpommern. Der seit 1990 wieder so bezeichnete Landkreis Rügen ging 2011 im Landkreis Vorpommern-Rügen auf.
Am 1. Juli 1950 wurde die bis dahin eigenständige Gemeinde Groß Stresow eingegliedert und zum 1. April 1959 nach Putbus ausgegliedert.

## Politik

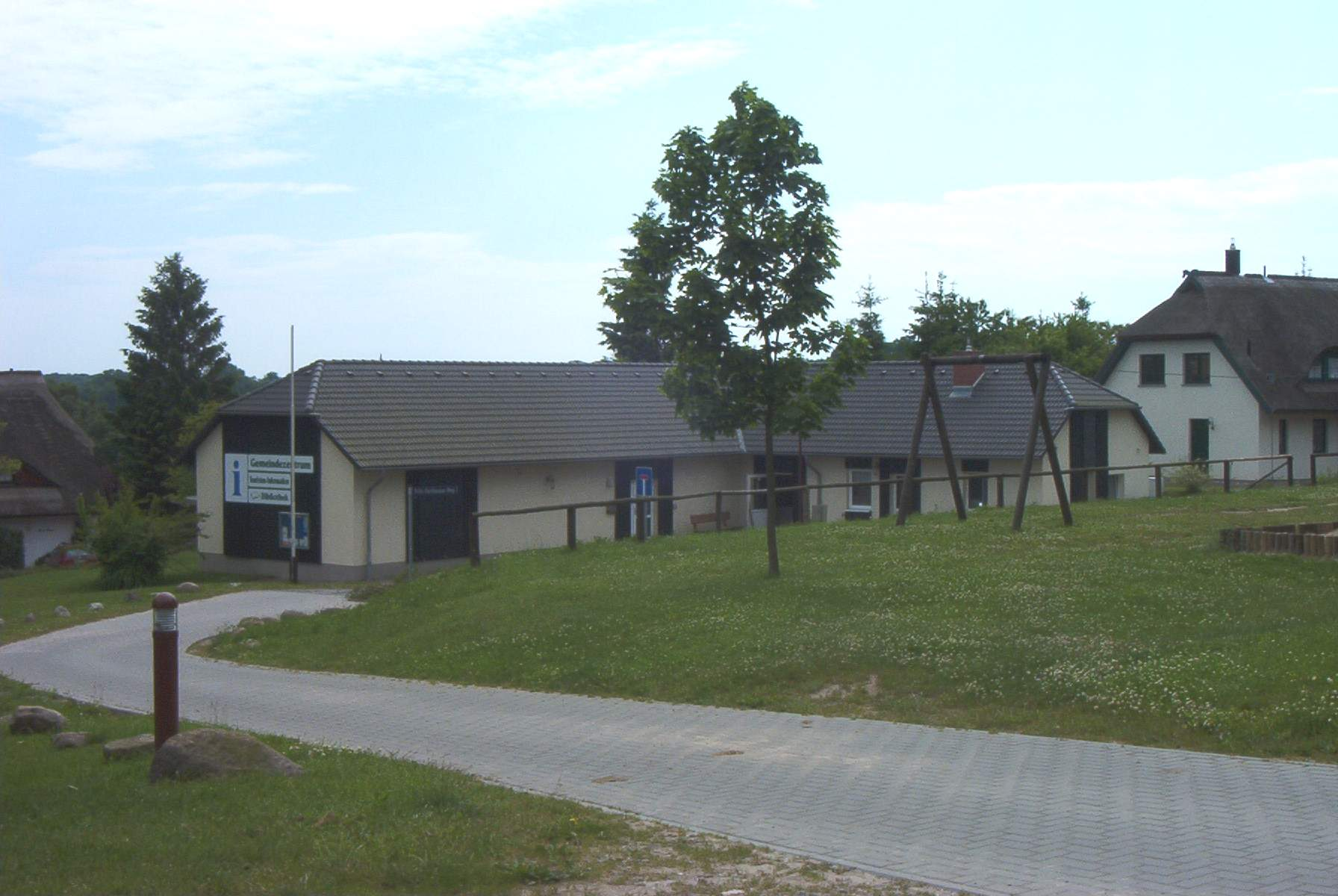
Gemeindezentrum

### Gemeindevertretung und Bürgermeister
Der Gemeinderat besteht (inkl. Bürgermeisterin) aus sechs Mitgliedern. 
2019
Die Wahl zum Gemeinderat am 26. Mai 2019 hatte folgende Ergebnisse:
| Partei / Liste / Bewerber                | Stimmenanteil | Sitze |
| ---------------------------------------- | ------------- | ----- |
| Freie Wählergemeinschaft Lancken-Granitz | 82,05 %       | 5     |
| Einzelbewerber W. Wolff                  | 12,16 %       | 1     |

Zur Bürgermeisterin der Gemeinde wurde 2019 Henny Hoffmann mit 78,70 % der gültigen Stimmen gewählt.
2024
Die Wahl zum Gemeinderat am 9. Juni 2024  führte zu folgendem Ergebnis:
| Partei / Liste / Bewerber                | Stimmenanteil | Sitze |
| ---------------------------------------- | ------------- | ----- |
| Freie Wählergemeinschaft Lancken-Granitz | 28,98 %       | 2     |
| BVLG - Bürgervereinigung Lancken-Granitz | 66,67 %       | 4     |

Zum ehrenamtlichen Bürgermeister wurde bei der Kommunalwahl 2024 Wilhelm Joachim Wolff (Bürgervereinigung Lancken-Granitz) mit 69,28 % der gültigen Stimmen gewählt.

### Dienstsiegel
Die Gemeinde verfügt über kein amtlich genehmigtes Hoheitszeichen, weder Wappen noch Flagge. Als Dienstsiegel wird das kleine Landessiegel mit dem Wappenbild des Landesteils Vorpommern geführt. Es zeigt einen aufgerichteten Greifen mit aufgeworfenem Schweif und der Umschrift „GEMEINDE LANCKEN-GRANITZ * LANDKREIS VORPOMMERN-RÜGEN“.

## Sehenswürdigkeiten
- Sankt-Andreas-Kirche
- Großsteingräber bei Lancken-Granitz
- Großsteingräber bei Burtevitz
- Großsteingrab Dummertevitz („Ziegensteine“)
- Aus der zweiten Hälfte des 18. Jahrhunderts stammendes in Fachwerkbauweise errichtetes Pfarrhaus. Die ursprüngliche innere Raumaufteilung des mit Krüppelwalmdach versehenen, siebenachsigen Gebäudes ist erhalten geblieben.

## Verkehr
Lancken-Granitz ist durch die Buslinie 20 (Bergen auf Rügen – Serams – Göhren (Rügen)) der Verkehrsgesellschaft Vorpommern-Rügen erschlossen.